# Rüdiger Helm
Pour les articles homonymes, voir Helm (homonymie).
Rüdiger Helm, né le 6 octobre 1956 à Neubrandenburg, est un kayakiste est-allemand, triple champion olympique et dix fois champion du monde de sa discipline. Il pratique la course en ligne.

## Palmarès

### Jeux olympiques
- Jeux olympiques de 1976 à Montréal :
  -  Médaille d'or en K-1 1 000 m.
  -  Médaille de bronze en K-1 500 m.
  -  Médaille de bronze en K-4 1 000 m.

- Jeux olympiques de 1980 à Moscou :
  -  Médaille d'or en K-1 1 000 m.
  -  Médaille d'or en K-4 1 000 m.
  -  Médaille de bronze en K-2 500 m.

### Championnats du monde
- Championnats du monde de course en ligne (canoë-kayak) 1974 à Mexico :
  -  Médaille de bronze en K-2 1 000 m.

- Championnats du monde de course en ligne (canoë-kayak) 1975 à Belgrade :
  -  Médaille d'argent en K-4 1 000 m.
  -  Médaille de bronze en K-1 1 000 m.

- Championnats du monde de course en ligne (canoë-kayak) 1977 à Sofia :
  -  Médaille d'argent en K-1 1 000 m.

- Championnats du monde de course en ligne (canoë-kayak) 1978 à Belgrade :
  -  Médaille d'or en K-1 1 000 m.
  -  Médaille d'or en K-2 500 m.
  -  Médaille d'or en K-4 1 000 m.

- Championnats du monde de course en ligne (canoë-kayak) 1979 à Duisbourg :
  -  Médaille d'or en K-1 1 000 m.
  -  Médaille d'or en K-4 1 000 m.
  -  Médaille d'argent en K-2 500 m.

- Championnats du monde de course en ligne (canoë-kayak) 1981 à Nottingham :
  -  Médaille d'or en K-1 1 000 m.
  -  Médaille d'or en K-4 1 000 m.
  -  Médaille de bronze en K-4 500 m.

- Championnats du monde de course en ligne (canoë-kayak) 1982 à Belgrade :
  -  Médaille d'or en K-1 1 000 m.
  -  Médaille d'argent en K-4 500 m.
  -  Médaille d'argent en K-4 1 000 m.

- Championnats du monde de course en ligne (canoë-kayak) 1983 à Tampere :
  -  Médaille d'or en K-1 1 000 m.
  -  Médaille d'or en K-4 500 m.
  -  Médaille d'argent en K-4 1 000 m.